# ARN ribosomal 16S

Subestructura atómica de la subunidad 30S de Thermus thermophilus. Las proteínas se muestran en violeta y la cadena simple de ARN en naranja claro.

El ARN ribosomal 16S (ARNr 16S o 16S rRNA) es el componente de la subunidad menor (30S) de los ribosomas procariotas que se une a la secuencia de Shine-Dalgarno. Los genes que lo codifican son conocidos como genes del ARNr 16S, y se utilizan para la reconstrucción de filogenias debido a sus bajas tasas de evolución. Carl Woese y George E. Fox fueron dos de los pioneros que se basaron en las variaciones del 16S rRNA para establecer filogenias.
Pueden existir múltiples secuencias del gen 16S rRNA en una misma bacteria.

## Funciones
Tiene diversas funciones:
- Del mismo modo que el ARN ribosomal 23S, de gran tamaño, tiene una función estructural, sirviendo como un soporte para definir la posición de las proteínas ribosomales.
- El extremo 3' contiene la secuencia anti-Shine-Dalgarno, que se une aguas arriba con el codón de inicio AUG en el ARNm. El extremo 3' del 16S RNA se une a las proteínas S1 y S21, de las que se sabe que están implicadas en el inicio de la síntesis proteica.
- Interacciona con el 23S rRNA, favoreciendo la unión de las subunidades 50S y 30S.
- Estabiliza el correcto apareamiento codón-anticodón en el sitio A, a través de la formación de un puente de hidrógeno entre el átomo N1 de los residuos 1492 y 1493 de Adenina y el grup 2'OH de la cadena del mRNA.

## Primers (iniciadores) universales
El gen 16S rRNA se utiliza para estudios filogenéticos ya que su secuencia está altamente conservada entre las distintas especies de bacterias y arqueas. Carl Woese fue pionero en esta aplicación del 16S rRNA. Algunas arqueas (hiper)termófilas (esto es, del orden Thermoproteales) contienen intrones en el gen 16S rRNA que se localizan en regiones altamente conservadas y que pueden influir en la hibridación con partidores "universales". Los ARN mitocondrial y cloroplástico también pueden ser amplificados con estos partidores.
El par de partidores más común fue ideado por Weisburg et al. y actualmente se los conoce como 27F y 1492R; sin embargo, en algunas aplicaciones pueden ser necesarios amplicones cortos como por ejemplo la secuenciación 454 con Titanium chemistry (las lecturas de unas 500 bases son ideales), en la que el par de partidores 27F-534R cubre de V1 a V3. A menudo el partidor 8F se utiliza antes que el 27F. Los dos partidores son prácticamente idénticos, aunque el 27F tiene una M en lugar de una C. La secuencia de 27F es AGAGTTTGATCMTGGCTCAG comparada con 8F.
| Nombre del partidor | Secuencia (5' 3')              | Referencia                      |
| ------------------- | ------------------------------ | ------------------------------- |
| 8F                  | AGA GTT TGA TCC TGG CTC AG     | [ 10 ] [ 11 ]                   |
| U1492R              | GGT TAC CTT GTT ACG ACT T      | Las mismas que la fila anterior |
| 928F                | TAA AAC TYA AAK GAA TTG ACG GG | [ 12 ]                          |
| 336R                | ACT GCT GCS YCC CGT AGG AGT CT | La misma que la fila anterior   |
| 1100F               | YAA CGA GCG CAA CCC            |                                 |
| 1100R               | GGG TTG CGC TCG TTG            |                                 |
| 337F                | GAC TCC TAC GGG AGG CWG CAG    |                                 |
| 907R                | CCG TCA ATT CCT TTR AGT TT     |                                 |
| 785F                | GGA TTA GAT ACC CTG GTA        |                                 |
| 805R                | GAC TAC CAG GGT ATC TAA TC     |                                 |
| 533F                | GTG CCA GCM GCC GCG GTA A      |                                 |
| 518R                | GTA TTA CCG CGG CTG CTG G      |                                 |
| 27F                 | AGA GTT TGA TCM TGG CTC AG     | [ 13 ]                          |
| 1492R               | CGG TTA CCT TGT TAC GAC TT     | La misma que la fila anterior   |

### Aplicaciones en PCR
Además de contar con sitios de unión para partidores altamente conservados, la secuencia del gen 16S rRNA contiene regiones hipervariables que pueden proporcionar secuencias específicas muy útiles para la identificación de bacterias. Así pues, la secuenciación de genes 16S rRNA se ha vuelto prevalente en la microbiología médica, gracias al hecho de ser una alternativa rápida y económica a los métodos de identificación de bacterias por fenotipos. Aunque originalmente se utilizaba para identificar bacterias, la secuenciación 16S acabó propiciando una reclasificación de las bacterias en nuevas especies e incluso nuevos géneros. La secuenciación 16S también se ha utilizado para describir nuevas especies que nunca han podido ser cultivadas.
El gen 16S no es exclusivo de bacterias. En eucariotas, como las ranas, el 16S rRNA se encuentra en las mitocondrias porque estas evolucionaron a partir de bacterias ancestrales. Por eso, cuando analizamos ADN mitocondrial en vertebrados, el 16S aparece como un marcador útil para identificar especies y estudiar su evolución."

El 16S en ranas proviene del ADN mitocondrial, no de bacterias. Las mitocondrias lo tienen porque evolucionaron de bacterias ancestrales."

## Procariontes
Es uno de los genes que codifican el ARN que constituyen con las proteínas de los ribosomas procariontes (bacterias y arqueas).
Es un gen presente a todos los procariontes. Los cebadores de la reacción en cadena de la polimerasa (PCR) utilizados para amplificar la secuencia son igualmente comunes. Esto hace que se puedan hacer los estudios de filogenia entre varias especies y troncos después de la secuenciación y comparación de sus secuencias.

## Eucariontes
En los eucariontes se encuentra el gen mitocondrial 16S2 y todavía en otra forma en los cloroplastos de las plantas. Según la teoría endosimbiótica, estos dos orgánulos habrían surgido en su origen de los procariontes. 